# Chomden Rigpe Reldri
| Tibetische Bezeichnung                            |
| ------------------------------------------------- |
| Tibetische Schrift: བཅོམ་ལྡན་རིག་པའི་རལ་གྲི             |
| Wylie-Transliteration: bcom ldan rig pa'i ral gri |
| Andere Schreibweisen: Chomden Rigpé Raldri        |

Chomden Rigpe Reldri (tib. bcom ldan rig pa'i ral gri; geb. 1227; gest. 1305) war ein berühmter Kadampa-Gelehrter, der mit dem Kloster Narthang (snar thang) verbunden ist, aber auch Verbindungen zu Klöstern anderer Schulen, z. B. der Sakya-Schule, hatte. Er ist in der Tibetkunde insbesondere bekannt durch sein Mitwirken bei der Entstehung der beiden großen tibetischen kanonischen Sammlungen Kanjur und Tanjur.
Seine Gesammelten Werke sollen einst sechzehn Bände gefüllt haben. Darin ist der früheste erhaltene tibetische Kommentar zum Uttaratantra enthalten, der sowohl tantrische als auch sutrische Quellen zitiert, um die Aussagen des Traktats zu untermauern.
Seine Schrift Thub-pa’i bstan-pa rgyan-gyi me-tog aus dem Jahr 1261 teilt die tibetische Geschichte nach Bryan J. Cuevas ein in: 1. Periode der früheren Verbreitung der Lehre (bstan-pa snga-dar, endet im frühen 10. Jahrhundert); 2. Periode der mittleren Verbreitung der Lehre (bstan-pa bar-dar, Mitte des 10. Jahrhunderts) und 3. Periode der späteren Verbreitung der Lehre (bstan-pa phyi-dar, Ende 10. Jahrhundert).
Chim Jampe Yang  (mchims 'jam pa'i dbyang) und Üpa Losel Changchub Yeshe (dbus pa blo gsal byang chub ye shes) waren seine Schüler.